# Interferometrisk gravitationsvågsdetektor
En interferometrisk gravitationsvågsdetektor är en gravitationsvågsdetektor som använder laserinterferometri för att detektera påverkan av gravitationsvågor på ljus som rör sig fram och tillbaka mellan testmassor. Exempel på interferometriska gravitationsvågsdetektorer är GEO600 nära Sarstedt i Tyskland, LIGO, med detektoranläggningar i Hanford, Washington och Livingston i Louisiana i USA, och Virgo nära Pisa.